# آر إم-81 أغينا
كان الصاروخ آر إم-81 أغينا، (بالإنجليزية: RM-81 Agena)‏. عبارة عن مركبة صواريخ أمريكية تم تطويرها من قبل شركة لوكهيد في البداية من أجل برنامج القمر التجسس الصناعي WS-117L الملغى.

## خلفية تاريخية
بعد انقسام WS-117L إلى SAMOS و كورونا من أجل استخلاص الصور الفضائية، و MIDAS للإنذار المبكر، تم استخدام أغينا فيما بعد كمرحلة عليا، ومكون متكامل، لعدة برامج، بما في ذلك الأقمار الصناعية للاستطلاع كورونا وهدف أغينا المركبة المستخدمة لإظهار موعد الالتحام والالتحام خلال مشروع الجوزاء. تم استخدامه كمرحلة عليا على صواريخ أطلس، ثور، ثوراد وتيتان 3 بي، وتم اعتباره في صواريخ أخرى بما في ذلك مكوك الفضاء وأطلس الخامس. تم إطلاق ما مجموعه 365 صاروخًا من نوع Agena بين 28 فبراير 1959 وفي فبراير من عام 1987، لم تكن هناك سوى 33 شركة نقلت حمولات ناسا، وكانت الغالبية العظمى منها مخصصة لبرامج وزارة الدفاع.